# Ola Lustig
Ola Anders Lustig, född 7 mars 1978 i Norrtälje, är en svensk radiopratare samt programledare i tv.
Lustig har arbetat på TV3 och TV4 som programledare och började 2009 att arbeta på radiokanalen Rix FM, där han jobbade med Rix Morronzoo. 2014-2018 var han programledare för radioprogrammet Vakna med NRJ, tidigare tillsammans med Titti Schultz och Roger Nordin och därefter med Carin da Silva och Daniel Paris.
Den 25 februari 2011 tog sig Lustig in i Big Brother-huset genom att hyra en lyftkran och ta sig in i huset där han intervjuade deltagarna. Samma dag meddelade TV4 avsikter att polisanmäla händelsen.

## Diskografi

### Singlar
- 2010 – Julraketen
- 2011 – White Trash
- 2012 – M.I.L.F.
- 2014 – Låtsas att det är semester
- 2016 – Netflix och chill